# Janina (herb szlachecki)
Janina – polski herb szlachecki, noszący zawołanie Janina. Wzmiankowany w najstarszym zachowanym do dziś polskim herbarzu, Insignia seu clenodia Regis et Regni Poloniae, spisanym przez historyka Jana Długosza w latach 1464–1480. Janina jest jednym z 47 herbów adoptowanych przez bojarów litewskich na mocy unii horodelskiej z 1413 roku.
Herb występował głównie wśród rodzin osiadłych w ziemi krakowskiej, sandomierskiej, łęczyckiej i sieradzkiej. Spośród najbardziej znanych rodów pieczętujących się herbem Janina, należy wymienić Sobieskich i Piaseckich.
Janiny używał też król Polski, Jan III Sobieski.

## Opis herbu

### Opis historyczny

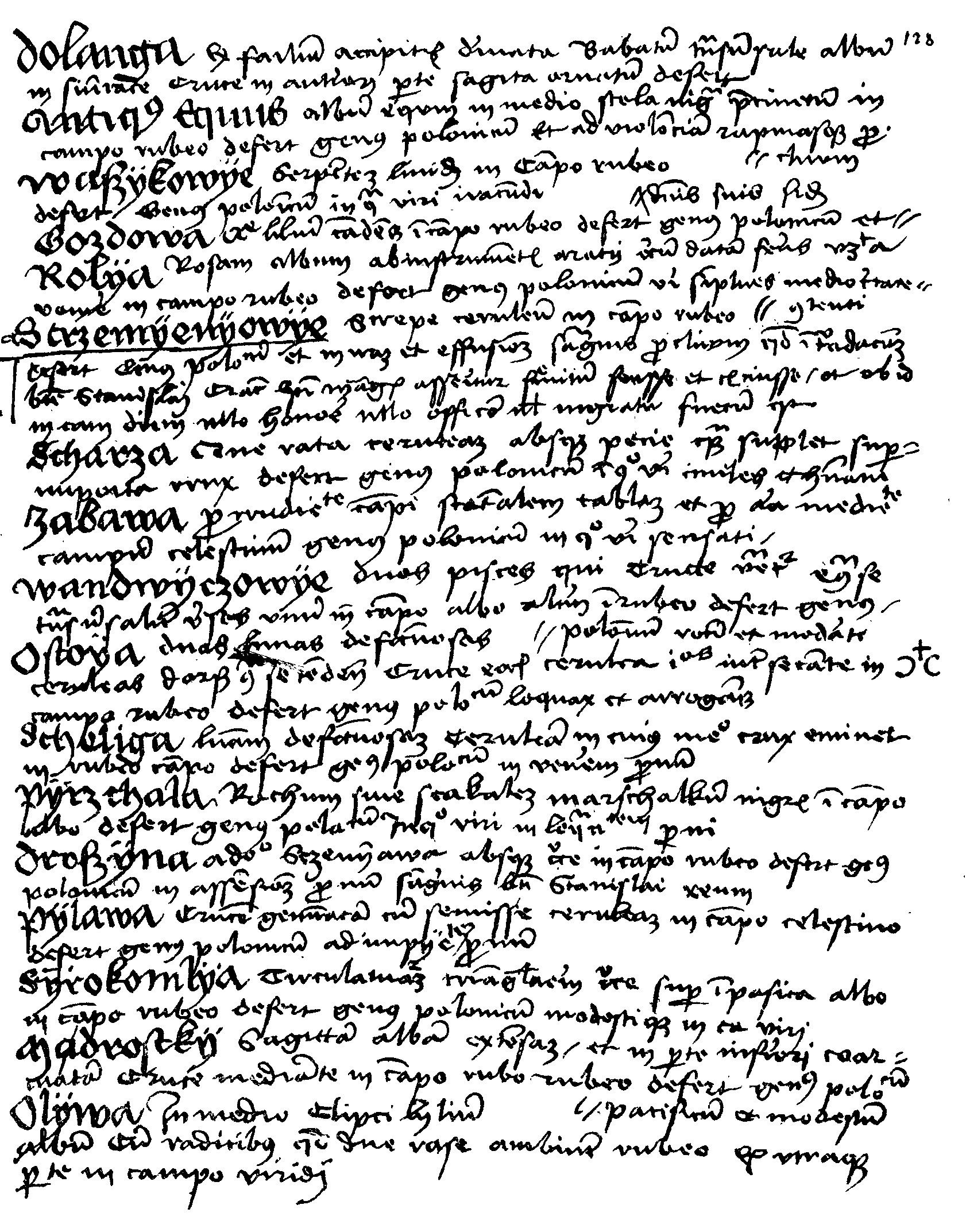
Jedna ze stron manuskryptów Jana Długosza, zawierająca opisy polskich herbów

Jan Długosz blazonuje herb następująco:

Janyna in campo rubeo clipeum defert. Genus Polonicum, conformes in se et uniformes.

Po przetłumaczeniu:

Janina, w polu czerwonym tarczę nosi. Ród polski, zgodny i jednolity.

Kasper Niesiecki, podając się na dzieła historyczne Bartosza Paprockiego i Szymona Okolskiego, opisuje herb:

Ma być brunatna tarcza w czerwonem polu, na hełmie pawie pióra.

### Opis współczesny
Opis skonstruowany współcześnie brzmi następująco:
Na tarczy w polu czerwonym tarcza fioletowa.
W klejnocie siedem piór pawich.
Labry herbowe czerwone, podbite srebrem.

## Geneza

### Najwcześniejsze wzmianki
Najwcześniejsza znana wzmianka pochodzi z roku 1246 i odnosi się do Piotra Wydżgi, właściciela zamków w Czorsztynie, Rytrze, oraz zamku Lemiasz w Łącku, był szlachcicem ziemi krakowskiej, następnie krzyżowcem, zmarł w Prusach.
Herb jest znany z wyobrażonia na pieczęci Pełki z Czyżowa z 1379 roku.
Najwcześniejsze lokalne źródło heraldyczne wymieniające ten herb to wspomniane już wcześniej Insignia seu clenodia Regis et Regni Poloniae, datowane na lata 1464–1480. Autorem tego dzieła jest polski historyk, Jan Długosz.
W wyniku unii horodelskiej w 1413 herb został przeniesiony na Litwę. Do rodu Janinów przyjęty został Woysym (Woysim, Woyschin) Daneykowicz, o którym brak wzmianek we współczesnych źródłach, według Semkowicza być może bojar żmudzki. Ród Janinów był godnie reprezentowany w Horodle przez Macieja – biskupa przemyskiego, Piotra Tura – sędziego łęczyckiego i Mikołaja z Suchodołu – sędziego lubelskiego, który też do aktu horodelskiego przycisnął swą pieczęć (pieczęć ta odpadła i brakuje jej obecnie przy akcie, ale znana jest ona z odlewu sporządzonego w swoim czasie przez Bolesława Podczaszyńskiego).

### Etymologia
Janina wzięła swoją nazwę od nazwy miejscowej Janina, zlokalizowanej w powiecie buskim (dawniej powiecie stopnickim). Wieś ta w XII w. wchodziła w skład uposażenia zakonu szpitalników św. Jana, któremu zawdzięcza swoją nazwę. Adam Boniecki używa dla rodu określenia: z Janiny, uważając wieś Janina za jego gniazdo.

### Legendy herbowe
Kasper Niesiecki przytacza legendę:

Według niektórych nadany od Bolesława Chrobrego, Krola Polskiego, około roku 1000. rycerzowi Janikowi tak dla wzrostu małego nazwanemu, ze wojsku Polskiemu które nieprzyjaciel strzałami raził, szczytów kilka prędko zgotowawszy, lud z niemi na czoło uszykował do bitwy, i mocno wsparł nieprzyjaciela, za co, ten klejnot odebrał.

Kasper Niesiecki wzmiankuje również drugą legendę, która według niektórych historyków pojawia się w dziełach Marcina Kromera:

Drudzy, (...) początki tego herbu zwalają, na Leszka pierwszego, jakoby on w owej przemysłem swoim dostąpionej wiktorii, gdzie krzaki i chrosty w szyszaki i tarcze postroił, jednemu który mu w tym pomagał, ten herb nadał.

## Herbowni

### Lista Tadeusza Gajla
Lista herbownych w artykule sporządzona została na podstawie wiarygodnych źródeł, zwłaszcza klasycznych i współczesnych herbarzy. Należy jednak zwrócić uwagę na częste zjawisko przypisywania rodom szlacheckim niewłaściwych herbów, szczególnie nasilone w czasie legitymacji szlachectwa przed zaborczymi heroldiami, co zostało następnie utrwalone w wydawanych kolejno herbarzach. Identyczność nazwiska nie musi oznaczać przynależności do danego rodu herbowego. Przynależność taką mogą bezspornie ustalić wyłącznie badania genealogiczne.
Pełna lista herbownych nie jest dziś możliwa do odtworzenia, także ze względu na zniszczenie i zaginięcie wielu akt i dokumentów w czasie II wojny światowej (m.in. w czasie powstania warszawskiego w 1944 spłonęło ponad 90% zasobu Archiwum Głównego w Warszawie, gdzie przechowywana była większość dokumentów staropolskich). Lista nazwisk znajdująca się w artykule pochodzi z Herbarza polskiego, Tadeusza Gajla (275 nazwisk). Występowanie na liście nazwiska nie musi oznaczać, że konkretna rodzina pieczętowała się herbem Janina. Często te same nazwiska są własnością wielu rodzin reprezentujących wszystkie stany dawnej Rzeczypospolitej, tj. chłopów, mieszczan, szlachtę. Jest to jednakże dotychczas najpełniejsza lista herbownych, uzupełniana ciągle przez autora przy kolejnych wydaniach Herbarza. Tadeusz Gajl wymienia następujące nazwiska uprawnionych do używania herbu Janina:
|  | Antoniewicz, Antonowicz, Białobłocki, Białobocki, Białobrocki, Białobrodzki, Białowocki, Białowodzki, Bidzieński, Bidziński, Biedzieński, Bielecki, Bielewski, Bielicki, Bielowski, Brandwicki, Branicki, Branwicki, Brodawka, Broniszewski, Broniszowski, Byszewski, Chołubowicz, Chotecki, Chotelski, Churzowski, Chyszowski, Cudzinowski, Czudzinowski, Czyżowski, Danczykiewicz, Danejkowicz, Denejkowicz, Doruchowski, Duńczykiewicz, Dzirytowicz, Falisławski, Gabaniski, Gabański, Gaboński, Gabriałowicz, Gabryałowicz, Gabryjałowicz, Gajewski, Gajle, Galowski, Gardziński, Gawędowski, Giecewicz, Gielczewski, Giełbowski, Giełczewski, Gołembiowski, Gołębiowski, Gołubicki, Gołubiecki, Gołubiew, Gołubowski, Górka, Grabowski, Guliński, Hanicki, Hołubicki, Hołubowicz, Hołubowski, Hubarewicz, Imszennik, Iwanin, Jachniewicz, Jacuński, Janiewicz, Janik, Janikowicz, Janikowski, Janiński, Jankiewicz, Janowicz, Janowiecki, Janowski, Jarociński, Jaroszewski, Jaroszowski, Jaroszyński, Jasiński, Jaszczowski, Jawicki, Jaworski, Jentkiewicz, Jętkiewicz, Jowenko, Jurkiewicz, Kamiński, Kański, Karski, Kasperowicz, Kaszewski, Kaszowski, Kielczewski, Kiełbowski, Kiełczewski, Kleofas, Kliszowski, Klofas, Kołaczkowski, Kołaczyński, Kołmaczewski, Konracki, Konradzki, Korzeniewski, Korzeniowski, Krampski, Kraski, Krzysztoforski, Krzysztoporski, Kufiński, Kułaczkowski, Kunradzki, Kuszczewski, Kwasek, Kwasibrodzki, Lachowski, Lendzki, Leński, Lęcki, Lędzki, Liński, Lipnicki, Lipski, Lubecki, Łabęcki, Łabędzki, Łęcki, Łędzki, Łęski, Maciejewski, Maciejowski, Malski, Mietelski, Mikołajewicz, Milęcki, Miroszowski, Mniowski, Mociewicz, Morozowski, Mszczuj, Nacewicz, Naczewicz, Narajewski, Narajowski, Narojski, Nasiechowski, Necewicz, Neczewicz, Nepelski, Nieciewicz, Nossek, Olbęcki, Olbiecki, Olbieński, Olbięcki, Olbiński, Olszbank, Onikiewicz, Opalski, Opocki, Opoka, Pankowski, Pełka, Piasecki, Pielaszkowski, Podlodowski, Pogłodowski, Polikarp, Potocki, Prawęcki, Przewocki, Przezwocki, Pszonka, Pszonkowski, Putianowicz, Putyanowicz, Pyrka, Pyrski, Radorzyski, Raduński, Rdzawski, Restarzewski, Rzeczycki, Rzezeński, Rzeżeński, Sadło, Sadowski, Sawin, Smosarski, Smoszarski, Sobieski, Sopocki, Sopotnicki, Srokowski, Starzyński, Stoiński, Stojecki, Stojeński, Stojeski, Stojewski, Strojewski, Stroński, Suchodolski, Swoboda, Swojkowski, Szczepiecki, Szczypiecki, Szczypski, Świder, Świerczkowski, Święcicki, Tarnawski, Tchorzewski, Tchórzewski, Tchórzowski, Trymowicz, Tudorowski, Turski, Ubniński, Unieszowski, Uniszowski, Urniaż, Urzanowski, Urzarzowski, Urzażowski, Usarzewski, Uszacki, Uzarzowski, Warpęski, Wasilenko, Wasylenko, Waszmuntowski, Weszmunt, Wierciński, Wiernek, Wiernkowski, Wierzbieński, Wierzbięta, Wierzbiński, Wierzynek, Winarski, Winiarski, Włostowski-Pełka, Wojsin, Wojszyk, Wojszym, Wojszyn, Wojtkiewicz, Wolicki, Wrzazowski, Wrzębski, Wszemuntowski, Wydżga, Wysociński, Wyszmuntowski, Zacharewicz, Zachwatowicz, Zaduski, Zahutyński, Zawadzicki, Zawadzki, Zawieprski, Zbiluta, Zerzyński, Zielawski, Zulicki, Zyrzyński, Żulicki, Żyliński, Żyrzyński. Tadeusz Gajl, Herbarz Polski |

### Pozostałe nazwiska
Jury Łyczkowski, na swojej stronie dotyczącej heraldyki, wspomina również o nazwiskach; Batory, Besser, Gabryłowicz, Hołub, Jankowicz, Onikiewicz, Woytkiewicz .

## Odmiany
| Odmiany herbu Janina                                          | Odmiany arystokratyczne herbu Janina | \| Herby uznawane za odmiany tylko przez pojedynczych heraldyków \| |  |
| Herby uznawane za odmiany tylko przez pojedynczych heraldyków |                                      |                                                                     |  |

## Galeria

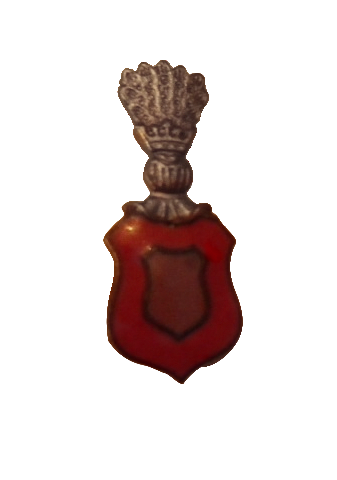
Wpinka stylizowana na Janinę
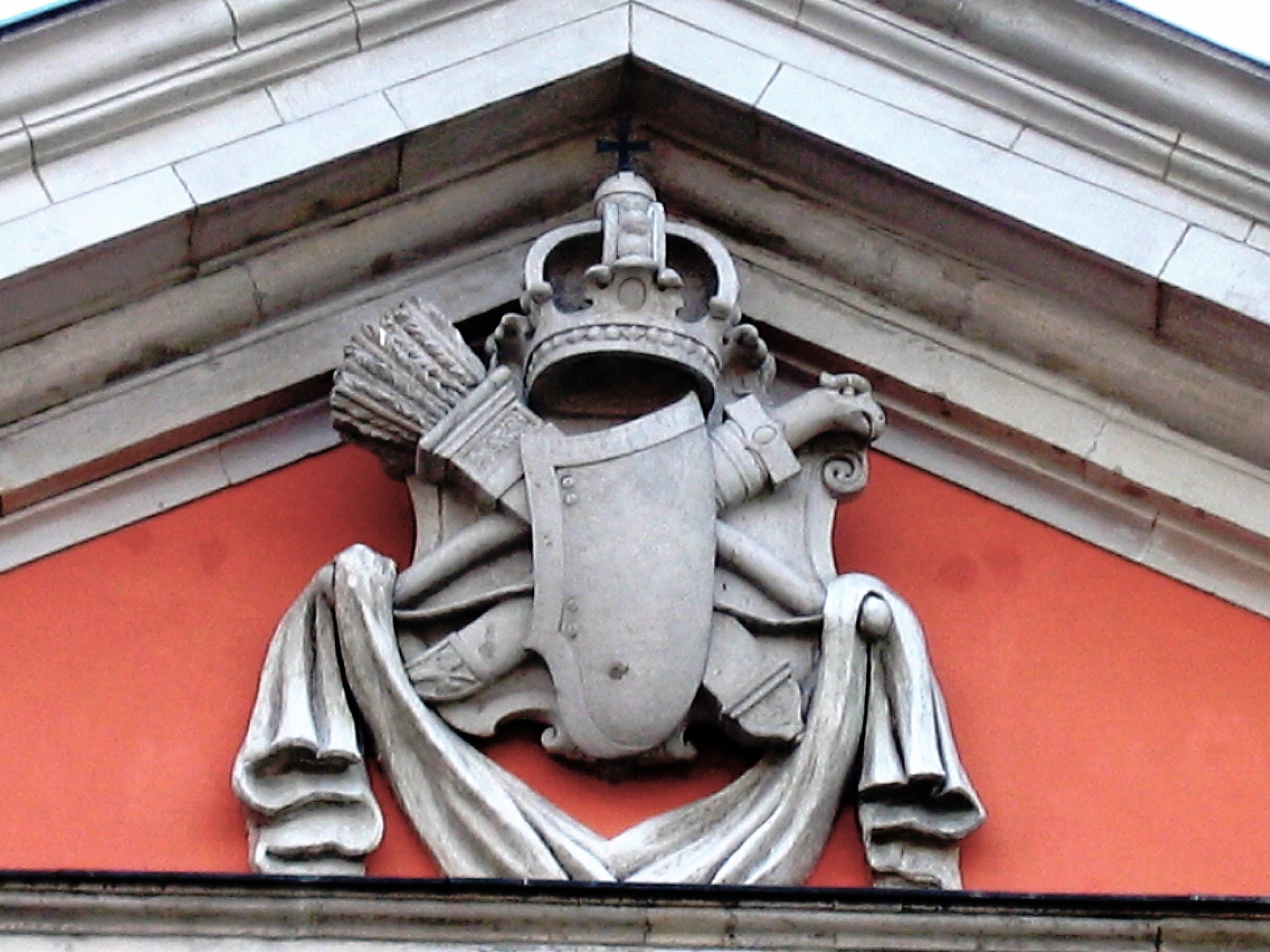
Herb Janina nad budynkiem Kościoła Przemienienia Pańskiego w Warszawie
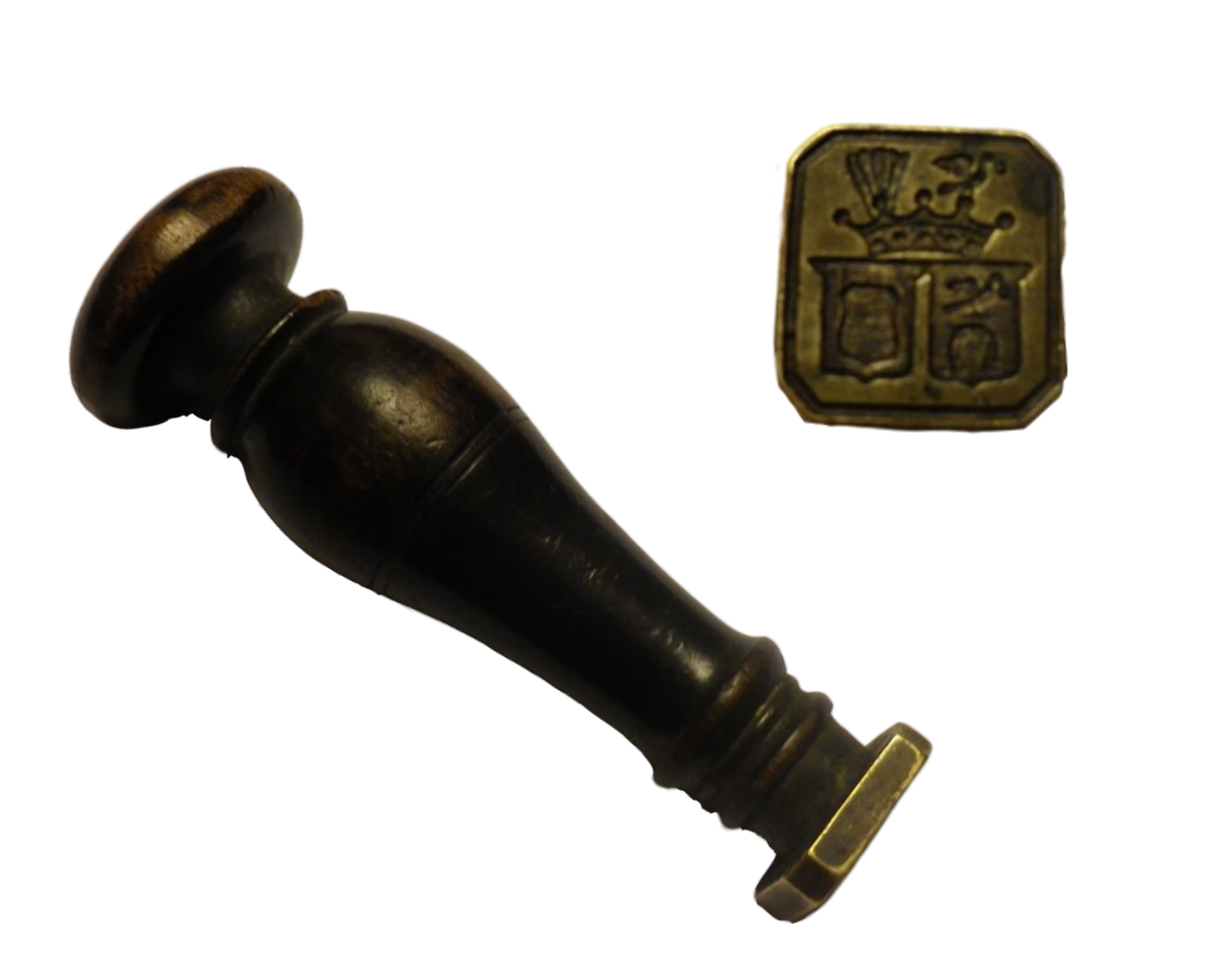
Pieczęć małżeńska z herbami Ślepowron i Janina
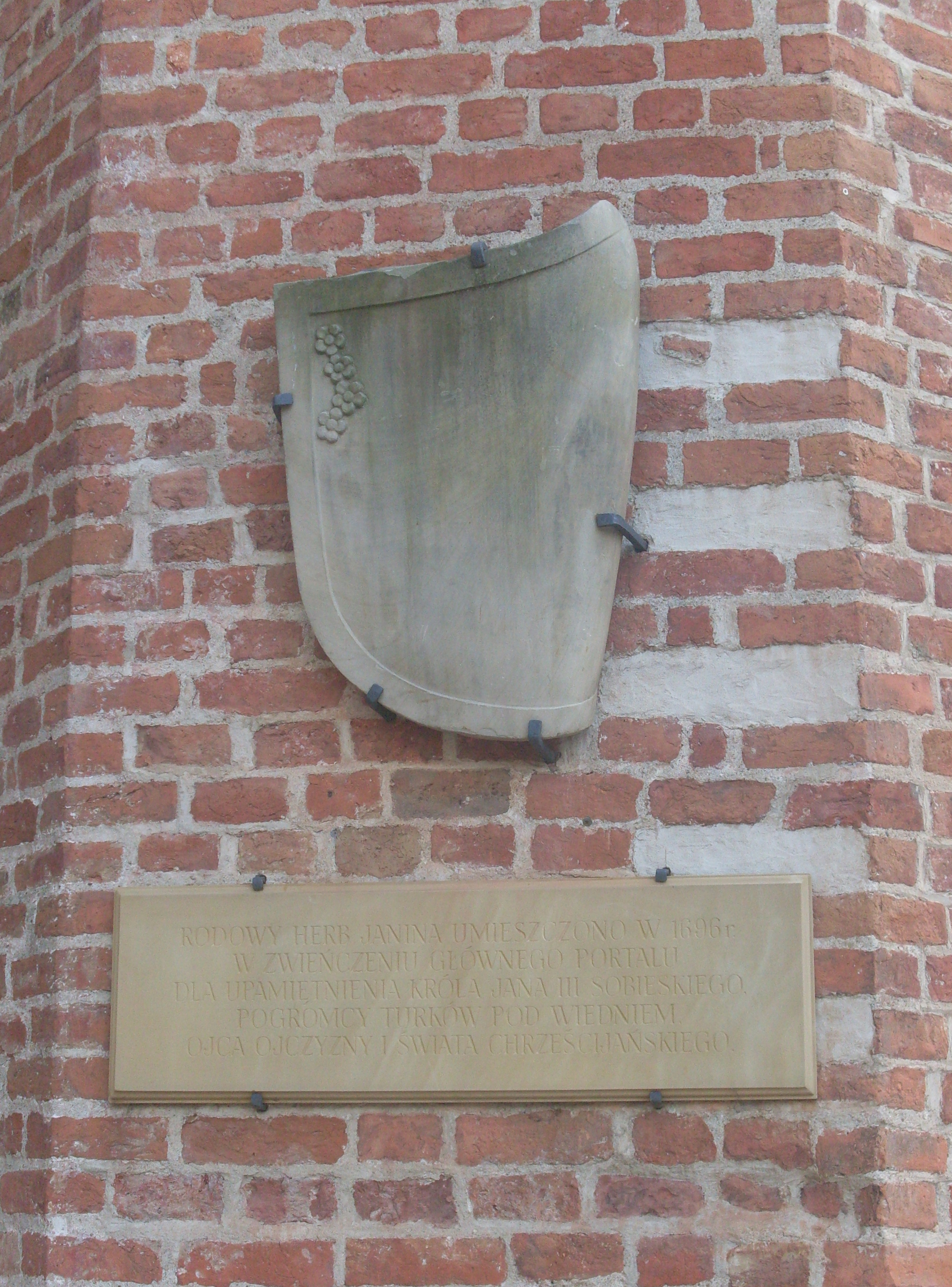
Herb Janina na Katedrze w Gdańsku-Oliwie